# Cloverdale (Wirginia)
Cloverdale – jednostka osadnicza w Stanach Zjednoczonych, w stanie Wirginia, w hrabstwie Botetourt.